# Obóz nr 14
Obóz nr 14 (kor. 개천 제14호 관리소) – obóz pracy dla więźniów politycznych, znajdujący się w prowincji P’yŏngan Południowy w okolicach miasta Kaechon w Korei Północnej. Leży nad rzeką Taedong-gang, w bezpośrednim sąsiedztwie z obozem koncentracyjnym Pukch’ang (nr 18), 19 km dalej od obozu koncentracyjnego Kaech’ŏn. Ma 153 km² powierzchni.
Obóz dzieli się na trzy strefy: A (administracyjną), B (więzienną) oraz C, która obejmuje pola uprawne. W 2021 roku liczbę baraków dla więźniów oszacowano na około 140.

## Historia
Został założony w 1959 roku, według raportu opublikowanego przez The Committee for Human Rights in North Korea obóz istnieje co najmniej od 1965 roku i stanowi jeden z najstarszych obozów pracy w państwie północnokoreańskim. W 1984 roku część obozu włączono do pobliskiego obozu nr 18.
Władze Korei Północnej zaprzeczają istnieniu tego obozu.

## Sytuacja więźniów
Według raportu Amnesty International z 2011 roku w obozie przebywa ok. 50 tys. więźniów. Do obozu trafiają osoby skazane za przestępstwa polityczne. Wśród więźniów politycznych są urzędnicy oskarżeni o złe wykonywanie swoich obowiązków, krytycy reżimu oraz podejrzani o uczestnictwo w działaniach antyrządowych. Część osadzonych znajduje się w obozie w ramach odpowiedzialności zbiorowej. Więźniowie są zmuszani do pracy niewolniczej w rolnictwie, hodowli zwierząt gospodarskich, górnictwie, wyrębie lasów i przemyśle włókienniczym. Na podstawie zdjęć Google Earth w 2021 roku zaobserwowano wzrost powierzchni upraw kukurydzy w obozie.
Powszechnym problemem w obozie jest głód. Amnesty International oszacowało, że w 2011 roku na jedną osobę przysługiwała dzienna racja żywnościowa o wadze 700 g. Według informacji opublikowanych przez Departament Stanu Stanów Zjednoczonych więźniowie spożywają gryzonie, węże i żaby.

## Koreańczycy, którzy przebywali w obozie nr 14

### Kim Yong
Urodzony w 1950 roku Kim Yong przebywał w obozie nr 14 w latach 1995–1996. Kiedy miał siedem lat, władze północnokoreańskie oskarżyły jego ojca i starszego brata o szpiegostwo na rzecz Stanów Zjednoczonych. Matka Kim Yonga, chcąc go ochronić przed przeniesieniem do obozu w ramach odpowiedzialności zbiorowej, umieściła syna w domu dziecka pod fałszywym nazwiskiem. W następnych latach Kim pracował w policji Bo-wibu oraz był wiceprezesem firmy zajmującej się rybołówstwem. Jego karierę przerwało odkrycie jego prawdziwego nazwiska. Został oskarżony o celową infiltrację służby bezpieczeństwa i skazany na karę więzienia. Do obozu nr 14 trafił w 1995 roku. Jako więzień pracował w kopalni węgla. Według jego relacji, codzienna racja żywnościowa ograniczała się do wodnistej zupy z kapusty i 20–30 ziaren kukurydzy. Kobiety i mężczyźni przebywali w innych częściach. Podczas swojego pobytu w obozie Kim tylko raz widział więźniarki, podczas budowy drogi poza obszarem kopalni. Wielu więźniów umierało z powodu głodu, chorób lub wypadków w kopalniach. Kim zapamiętał 25 więźniów zamordowanych przez strażników. W 1996 roku został przeniesiony do sąsiedniego obozu nr 18. W 1999 roku uciekł do Chin, cztery lata później przybył do Stanów Zjednoczonych. W 2009 roku wydał wspomnienia pt. Long Road Home. Testimony of a North Korean Camp Survivor.

### Shin Dong-hyuk
Z obozem nr 14 jest kojarzony Shin Dong-hyuk, aktywista na rzecz praw człowieka w Korei Północnej, który głosił, że urodził się w obozie nr 14 i spędził w obozie w Kaech’ŏn 23 lata życia. Miał on z drugim więźniem podjąć się próby ucieczki z obozu. Gdy jego współtowarzysz zginął porażony prądem ogrodzenia pod wysokim napięciem, Shin miał wykorzystać jego ciało do wspięcia się na drugą stronę. W ciągu czterech lat uciekł z Korei Północnej do Chin, a stamtąd udał się do Korei Południowej, gdzie zamieszkał. Historię jego pobytu i ucieczki z obozu opisał dziennikarz „The Washington Post” Blaine Harden w książce Escape from Camp 14 (w Polsce wydanej pod tytułem Urodzony w obozie nr 14). W 2015 roku Shin poinformował Hardena, że wiele fragmentów jego relacji zostało sfałszowanych. Przyznał m.in., że w wieku sześciu lat został z matką i bratem przeniesiony do pobliskiego obozu nr 18. Miał on podjąć się dwóch prób ucieczki z tego obozu.